# Boston Celtics 1971-1972
La stagione 1971-72 dei Boston Celtics fu la 26ª nella NBA per la franchigia.
I Boston Celtics vinsero la Atlantic Division della Eastern Conference con un record di 56-26. Nei play-off vinsero la semifinale di conference con gli Atlanta Hawks (4-2), perdendo poi la finale di conference con i New York Knicks (4-1).

## Roster
| N° | Naz.                   | Ruolo | Sportivo        | Anno | Alt. | Peso |
| -- | ---------------------- | ----- | --------------- | ---- | ---- | ---- |
| 7  | Stati Uniti (bandiera) | G     | Art Williams    | 1939 | 185  | 82   |
| 10 | Stati Uniti (bandiera) | G     | Jo Jo White     | 1946 | 191  | 86   |
| 11 | Stati Uniti (bandiera) | AC    | Steve Kuberski  | 1947 | 203  | 98   |
| 12 | Stati Uniti (bandiera) | G     | Don Chaney      | 1946 | 196  | 95   |
| 16 | Stati Uniti (bandiera) | A     | Satch Sanders   | 1938 | 198  | 95   |
| 17 | Stati Uniti (bandiera) | GA    | John Havlicek   | 1940 | 196  | 92   |
| 18 | Stati Uniti (bandiera) | AC    | Dave Cowens     | 1948 | 206  | 104  |
| 19 | Stati Uniti (bandiera) | A     | Don Nelson      | 1940 | 198  | 95   |
| 20 | Stati Uniti (bandiera) | G     | Rex Morgan      | 1948 | 196  | 86   |
| 28 | Stati Uniti (bandiera) | A     | Clarence Glover | 1947 | 203  | 95   |
| 29 | Stati Uniti (bandiera) | C     | Hank Finkel     | 1942 | 213  | 109  |
| 33 | Stati Uniti (bandiera) | AC    | Garfield Smith  | 1945 | 206  | 107  |

## Staff tecnico
- Allenatore: Tom Heinsohn
- Vice-allenatore: John Killilea
- Preparatore atletico: Joe DeLauri